# ピーター・ケネディ
ピーター・ケネディ（Peter Kennedy、1927年9月4日 - ）は、アメリカ合衆国出身のフィギュアスケート選手。1952年1952年オスロオリンピックのフィギュアスケート競技ペア銀メダリスト。1950年世界フィギュアスケート選手権ペアチャンピオン。パートナーは実妹でもあるキャロル・ケネディ。

## 経歴
- 4歳年下の妹キャロル・ケネディとペアを組む。
- 1948年から1952年まで全米フィギュアスケート選手権5連覇。
- 1950年世界フィギュアスケート選手権優勝。
- 1952年オスロオリンピックペアにおいて銀メダルを獲得。

## 主な戦績
| 大会/年      | 1945-46 | 1946-47 | 1947-48 | 1948-49 | 1949-50 | 1950-51 | 1951-52 |
| ------------ | ------- | ------- | ------- | ------- | ------- | ------- | ------- |
| オリンピック |         |         | 6       |         |         |         | 2       |
| 世界選手権   |         | 2       | 4       | 2       | 1       | 2       | 2       |
| 全米選手権   | 2       | 2       | 1       | 1       | 1       | 1       | 1       |